# نارلی
نارلی (به ترکی استانبولی: Narlı) شهری است در کشور ترکیه که در استان قهرمان مرعش واقع شده‌است. جمعیت این شهر بر اساس سرشماری سال ۲۰۰۸ میلادی ۸٬۲۱۵ نفر و بر اساس برآوردهای سال ۲۰۰۹ میلادی ۷٬۸۸۳ نفر می‌باشد.